# 穴織カーボン
穴織カーボン株式会社（あなおり-）は、大阪府茨木市に本社を置く企業である。カーボン・グラファイト製品の製造、販売をおこなっている会社である。製品用途は幅広く航空宇宙産業からホビー商品まで多品種の製品群も持つ。
太陽電池に使用されるシリコンの引上げ用装置向けや、燃料電池のカーボンセパレーターなどがある。
主な製品用途は半導体向け、金型向け、耐熱部品、機械部品、カーボンファイバー製品全般である。カーボンを使った調理器具にも力を入れており、2006年三菱電機が発売した本炭釜がある。

2016年オリジナルブランドとしてANAORI CARBON KITCHENWAREを立ち上げ、世界初のカーボン無水調理鍋を開発。世界三大デザイン賞と呼ばれるiFデザイン賞、レッド・ドット・デザイン賞、インタ－ナショナルデザインエクセレンス賞を完全制覇。ジャーマンデザイン賞、グッドデザイン賞、JIDAデザインミュージアムセレクション、上海 デザインインテリジェンス賞、クールジャパンアワード等の世界の権威のあるデザイン賞を多数獲得し、国際的な評価を得ている。